# Frédéric Chapuis
Frédéric Chapuis (ur. 17 listopada 1874 w Tencin, zm. 25 września 1915 w Vergigny) – francuski szermierz, szablista. Członek francuskiej drużyny olimpijskiej w 1908 roku.